# Théodore Eberhard
Pour les articles homonymes, voir Eberhard.
Théodore Eberhard, né le 29 août 1812 à Luxembourg (France) et mort le 12 mai 1874 dans la même ville, est un architecte et un homme politique luxembourgeois.

## Biographie
Architecte de profession, Théodore Eberhard est à l'origine de nombreux ouvrages architecturaux à usage religieux notamment tels que l'église Saint-Michel de Mersch (lb), l'église Saint-Thomas de Nospelt (lb) ainsi que l'église Saint-Mathias de Bivange (lb).
D'abord membre du collège échevinal sous le mandat de Jean-Pierre David Heldenstein de 1850 à 1854 et de 1859 à 1865, Théodore Eberhard est nommé bourgmestre de la ville de Luxembourg en 1865, fonction qu'il exerce jusqu'à sa démission en 1869.
En ce qui concerne la politique au niveau national, Théodore Eberhard est élu dans le canton de Luxembourg à la suite des élections législatives de 1851. Après la dissolution de la Chambre des députés en 1854, il ne parvient pas à conserver son siège aux législatives anticipées. En revanche, il se porte candidat avec succès aux élections législatives de 1857 où il est élu à l'Assemblée des États dans le canton de Luxembourg-Campagne. Réélu dans la même circonscription aux législatives de 1860, il siège jusqu'en 1866.
Une rue porte son nom dans le quartier de Belair à Luxembourg.

## Décorations
- Chevalier de l'ordre de la Couronne de chêne[2],[3] (Luxembourg)
- Chevalier de l'ordre de l'Aigle rouge de 4e classe[2],[3] (Prusse)